# Diócesis de Salto
La diócesis de Salto (en latín: Dioecesis Saltensis in Uruguay) es una circunscripción eclesiástica de la Iglesia católica en Uruguay. Se trata de una diócesis latina, sufragánea de la arquidiócesis de Montevideo. Desde el 15 de junio de 2020 su obispo es Arturo Eduardo Fajardo Bustamante.

## Territorio y organización
La diócesis tiene 49 295 km² y extiende su jurisdicción sobre los fieles católicos de rito latino residentes en los departamentos de Artigas, Paysandú, Salto y Río Negro.
La sede de la diócesis se encuentra en la ciudad de Salto, en donde se halla la Catedral de San Juan Bautista.
En 2020 en la diócesis existían 16 parroquias:
Erigida por Benito Lué y Riega, obispo de Buenos Aires
- Nuestra Señora del Rosario y San Benito de Palermo, en Paysandú, el 6 de mayo de 1805.[2]

Erigida por Dámaso Antonio Larrañaga, vicario apostólico del Uruguay
- Nuestra Señora del Carmen, en Salto, el 2 de enero de 1832.[3]

Erigida en el interregno entre los vicariatos de Lorenzo Antonio Fernández y José Benito Lamas
- San Eugenio, en Artigas, en 1853.

Erigidas por Jacinto Vera, vicario apostólico del Uruguay
- Nuestra Señora del Pilar, en Fray Bentos, el 5 de junio de 1863;
- Santa Rosa del Cuareim, en Bella Unión, el 17 de febrero de 1867.

Erigidas por Tomás Gregorio Camacho, obispo de Salto
- Sagrado Corazón de Jesús, en Salto, el 1 de enero de 1921;
- San Juan Bautista (basílica catedral), en Salto, el 1 de julio de 1936;
- María Auxiliadora, en Guichón, el 1 de marzo de 1940.

Erigidas por Alfredo Viola, obispo de Salto
- Sagrado Corazón de Jesús, en Young, el 13 de abril de 1941;
- Inmaculada Concepción de María, en Tambores, el 11 de febrero de 1954;
- Sagrado Corazón de Jesús, en Paysandú, el 25 de abril de 1954;
- San José, Colonia Lavalleja, el 24 de junio de 1960;
- Santa Cruz, en Salto, el 16 de junio de 1961;
- Santa Teresita del Niño Jesús, en Quebracho, el 19 de mayo de 1963.

Erigida por Marcelo Mendiharat, obispo de Salto
- San José Obrero, en Paysandú, el 1 de mayo de 1976.

Erigida por Daniel Gil Zorrilla, obispo de Salto
- San Ramón y San Juan Bosco, en Paysandú, el 31 de enero de 1998. Antes de ser erigida formalmente, esta parroquia ya funcionaba como tal, bajo la forma de "capellanía vicaria", con sus propios libros de registro (bautismo, casamientos, etc.) Fue atendida por una comunidad salesiana, que estaba también a cargo del Colegio Don Bosco, fundado en 1888.[4]

## Historia
La diócesis fue erigida el 14 de abril de 1897 con la bula Apostolici ministerii del papa León XIII, obteniendo el territorio de la diócesis de Montevideo, que a su vez fue elevada al rango de arquidiócesis metropolitana. En ese entonces abarcaba, además de los cuatro departamentos actuales, los de Soriano, Colonia y Flores.
El 15 de noviembre de 1955 cedió una porción de su territorio (el departamento de Flores) para la erección de la diócesis de San José de Mayo mediante la bula Accepta arcano del papa Pío XII.
El 17 de diciembre de 1960 cedió otra porción de su territorio (los departamentos de Soriano y Colonia) para la erección de la diócesis de Mercedes mediante la bula Cum Regnum Dei del papa Juan XXIII.
En su historia reciente, un caso particular lo constituyó el obispo Marcelo Mendiharat, quien, debido a sus ideas progresistas, durante la dictadura de 1973-1985, por consejo del papa Pablo VI debió exiliarse en Argentina.

## Estadísticas
Según el Anuario Pontificio 2021 la diócesis tenía a fines de 2020 un total de 298 400 fieles bautizados.
| Año                                                                             | Población            | Población | Población      | Sacerdotes | Sacerdotes    | Sacerdotes    | Bautizados por sacerdote | Diáconos permanentes | Religiosos | Religiosos | Parroquias |
| Año                                                                             | Bautizados católicos | Total     | % de católicos | Total      | Clero secular | Clero regular | Bautizados por sacerdote | Diáconos permanentes | Varones    | Mujeres    | Parroquias |
| ------------------------------------------------------------------------------- | -------------------- | --------- | -------------- | ---------- | ------------- | ------------- | ------------------------ | -------------------- | ---------- | ---------- | ---------- |
| 1950                                                                            | 450 000              | 500 000   | 90.0           | 61         | 33            | 28            | 7377                     |                      | 50         | 185        | 20         |
| 1965                                                                            | 255 000              | 278 000   | 91.7           | 60         | 32            | 28            | 4250                     |                      | 16         | 143        | 15         |
| 1970                                                                            | 253 000              | 280 000   | 90.4           | 53         | 23            | 30            | 4773                     |                      | 41         | 92         | 14         |
| 1976                                                                            | 275 000              | 290 000   | 94.8           | 33         | 17            | 16            | 8333                     |                      | 21         | 92         | 15         |
| 1980                                                                            | 293 000              | 319 000   | 91.8           | 45         | 19            | 26            | 6511                     |                      | 32         | 94         | 16         |
| 1990                                                                            | 351 000              | 375 000   | 93.6           | 51         | 30            | 21            | 6882                     |                      | 25         | 77         | 16         |
| 1999                                                                            | 292 000              | 320 000   | 91.3           | 39         | 23            | 16            | 7487                     |                      | 19         | 87         | 16         |
| 2000                                                                            | 290 000              | 320 000   | 90.6           | 37         | 20            | 17            | 7837                     |                      | 20         | 87         | 15         |
| 2001                                                                            | 290 000              | 320 000   | 90.6           | 36         | 20            | 16            | 8055                     |                      | 19         | 87         | 15         |
| 2002                                                                            | 290 000              | 320 000   | 90.6           | 37         | 21            | 16            | 7837                     |                      | 17         | 90         | 16         |
| 2003                                                                            | 290 000              | 320 000   | 90.6           | 30         | 17            | 13            | 9666                     |                      | 17         | 59         | 16         |
| 2004                                                                            | 320 000              | 355 900   | 89.9           | 31         | 16            | 15            | 10 322                   |                      | 19         | 72         | 16         |
| 2010                                                                            | 288 000              | 379 595   | 75.9           | 33         | 16            | 17            | 8727                     | 5                    | 21         | 57         | 16         |
| 2014                                                                            | 292 000              | 385 100   | 75.8           | 34         | 17            | 17            | 8588                     | 8                    | 23         | 71         | 16         |
| 2017                                                                            | 295 100              | 366 145   | 80.6           | 34         | 16            | 18            | 8679                     | 8                    | 25         | 65         | 16         |
| 2020                                                                            | 298 400              | 370 200   | 80.6           | 30         | 15            | 15            | 9946                     | 9                    | 22         | 56         | 16         |
| Fuente: Catholic-Hierarchy, que a su vez toma los datos del Anuario Pontificio. |                      |           |                |            |               |               |                          |                      |            |            |            |

## Episcopologio
- Tomás Gregorio Camacho † (3 de julio de 1919-20 de mayo de 1940 falleció)
- Alfredo Viola † (20 de mayo de 1940 por sucesión-1 de enero de 1968 renunció[nota 1])
- Marcelo Mendiharat Pommies † (1 de enero de 1968 por sucesión-8 de marzo de 1989 retirado)
- Daniel Gil Zorrilla, S.I. † (8 de marzo de 1989-16 de mayo de 2006 retirado)
- Pablo Jaime Galimberti di Vietri (16 de mayo de 2006-24 de julio de 2018 retirado)
- Fernando Miguel Gil Eisner † (24 de julio de 2018-17 de enero de 2020 falleció)
- Arturo Eduardo Fajardo Bustamante, desde el 15 de junio de 2020